# Diapterus brevirostris
Diapterus brevirostris is een straalvinnige vissensoort uit de familie van mojarra's (Gerreidae). De wetenschappelijke naam van de soort is voor het eerst geldig gepubliceerd in 1879 door Sauvage.